# Sauguis-Saint-Étienne
Sauguis-Saint-Étienne en francés, Zalgize-Doneztebe en euskera, es una localidad y comuna francesa situada en el departamento de Pirineos Atlánticos, en la región de Aquitania y en el territorio histórico vascofrancés de Sola.
Sauguis es la localidad donde falleció Jean-Bernard d'Uhart (1765-1834), militar y político francés, representante del Pays de Soule en los estados generales y en la asamblea constituyente de 1789.

## Demografía
| Gráfica de evolución demográfica de Sauguis-Saint-Étienne entre 1800 y 2012 |
|                                                                             |

El resultado del año 1800 es la suma final de todos los datos parciales obtenidos antes de la creación de la comuna (27 de junio de 1843).
Fuentes: Ldh/EHESS/Cassini e INSEE.